# Лазарево (Обилић)
Лазарево (алб. Llazarevë) је насеље у општини Обилић, Косово и Метохија, Република Србија. Лазарево је колонија настала између 1922. и лежи у равници на 1 км северно и северозападно од Муратовог турбета. Име јој је дато по погинулом кнезу Лазару у косовској бици.

## Порекло становништва по родовима
Подаци о пореклу становништва из тридесетих година XX века.
из Црне Горе
- Ускоковић (2 к.) 1922. из Пјешиваца.
- Јаничић (1 к.) 1922. и Томашевић (1 к.) 1924. из Никшића.
- Мусовић (2 к.) 1926. из Пиве.

из Херцеговине
- Караџић (1 к.) 1925. из Дробњака.

из Лике
- Влаисављевић (1 к.) и Прица (1 к.) 1922, из Коренице.
- Гулан (2 к.) 1922, Борић (1 к.) 1922, Грбић (1 к.) 1922. и Пупавац (1 к.) 1924. из Врховина.

из Србије
- Димић (2 к.) 1922. из Јабланице.

## Становништво
| Година       | 1948 | 1953 | 1961 | 1971 | 1981 | 1991 |
| ------------ | ---- | ---- | ---- | ---- | ---- | ---- |
| Становништво | 100  | 69   | 98   | 136  | 196  | 230  |

|  |